# Niacin

Strukturformel för niacin som består av en pyridinring och en karboxylatgrupp.

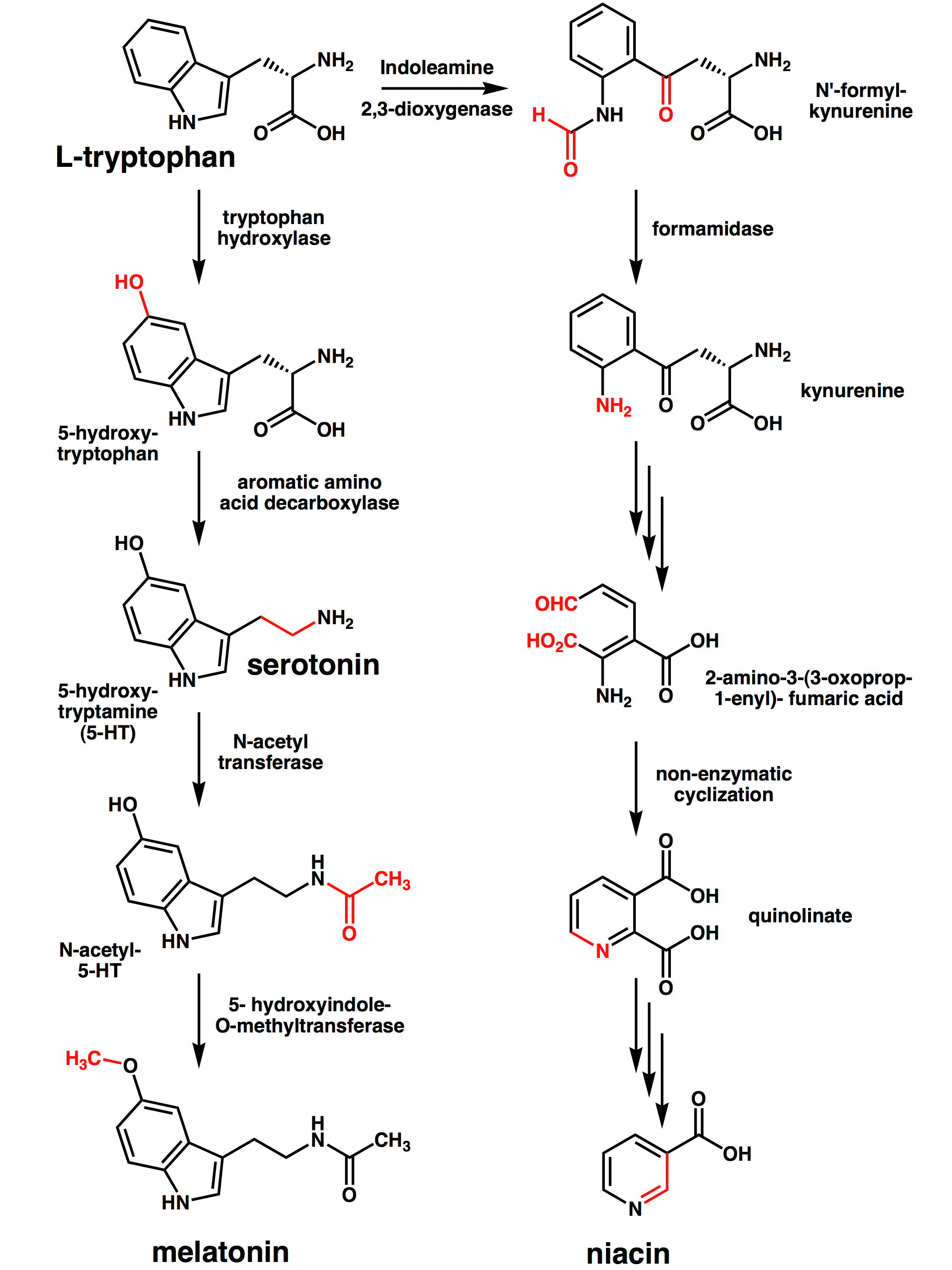
Tryptofans metabolism, inklusive biosyntes av niacin (med slutprodukten nere till höger).

Niacin eller nikotinsyra, också känt som vitamin B3 eller vitamin PP, är en vattenlöslig organisk kemisk substans med det systematiska namnet pyridin-3-karboxylsyra och summaformeln C6H5NO2. Niacin är ett vitamin som spelar en viktig roll i cellers metabolism och som är viktigt för matsmältningsapparaten, huden och nerverna att fungera.
Nikotinsyrans amid heter nikotinamid och är en av byggstenarna i den energibärande molekylen nikotinamidadenindinukleotid (NAD+).

## Intag och bildning av niacin
Niacin kan bildas i kroppen från aminosyran tryptofan som finns i proteiner i kosten, och därför behöver inte den fulla mängden niacin intas i färdig form. För att bilda 1 mg niacin behövs 60 mg tryptofan, och en representativ tryptofanhalt i protein är 1 procent. Rekommenderat dagligt intag av niacin är således uttryckt i niacinekvivalenter (NE) som motsvarar 1 mg niacin, 60 mg tryptofan respektive 6 g genomsnittligt protein, och niacinintaget från alla dessa källor skall summeras. För barn är rekommendationen 5–12 NE, för kvinnor 13–15 NE (gravida och ammande: 17–20 NE), och för män 15–20 NE.
Niacin finns bl.a. i mejeriprodukter, ägg, berikat bröd, fisk, magert kött, grönsaker, nötter och fågel.

## Brist
Kronisk niacinbrist leder till pellagra, som karaktäriseras av matsmältningsproblem, inflammerad hud och nedsatt mental förmåga.

## Överdosering
Niacin spelar viss roll för produktionen av histamin i kroppen. Överdosering av niacin har en kraftigt kärlutvidgande effekt. Det leder till niacinrodnad och en obehaglig, brännande känsla i huden i upp till en halvtimme efter intagandet.
Extrem överdosering kan leda till skador på lever och ögon. Se även hyperurikemi. Extrem överdosering brukar handla om över 10–15 g (10 000–15 000 mg) niacin per dag.